# Ekite
Ekité ou Ekitte est une localité chef-lieu de la commune d'Édéa IIe dans le département de Sanaga-Maritime, Région du Littoral du Cameroun.

## Géographie
Situé sur la rive droite de la Sanaga à 6 km à l'ouest du centre d'Edéa, elle est localisée sur la route D58 qui lie Edéa à Dizangué.

## Histoire
La nuit du 30 au 31 décembre 1956, les troupes coloniales françaises entrent à Ekité, où elles ont massacré plusieurs dizaines, peut-être une centaine, de ses habitants. Les troupes coloniales étaient à la recherche de combattants indépendantistes, membres de l'Union des populations du Cameroun (UPC).

## Population
En 1967, la population de Ekite était de 1 325 habitants. La population de Ekite était de 4 899 habitants, lors du recensement de 2005. Administrativement Ekité fait partie du groupement de Edéa Ville, il est divisé en quatre quartiers : Ekité I, Ekité II, Ekité III, Ekité IV.

## Cultes
Le quartier est le siège de deux paroisses catholiques Sainte Odile et Saint Daniel, elles sont rattachées à la zone pastorale Edéa II du diocèse d'Edéa.

## Personnalités
- Stanislas Melone (1941-2000), universitaire né à Ekité.